# Mario Party 5
Mario Party 5 (マリオパーティ 5, Mario Pāti Faibu) es la quinta parte de la saga Mario Party desarrollada por Hudson Soft y distribuida por Nintendo y es el segundo videojuego de la saga para el Nintendo GameCube. Su lanzamiento en Norteamérica fue el 10 de noviembre de 2003.

## Personajes jugables
En esta quinta entrega hacen aparición 3 nuevos personajes con opción a ser controlados por el jugador, los cuales son Toad, Boo, y Mini Bowser o Koopa Kid, aunque no pueden ser elegidos en el modo Historia. Por otra parte, Donkey Kong deja de ser un personaje jugable y pasa a ser un personaje con sus propios minijuegos en el tablero.
- Mario
- Luigi
- Peach
- Yoshi
- Wario
- Daisy
- Waluigi
- Toad (Nuevo)
- Boo (Nuevo)
- Koopa Kid (Nuevo)                    
 
 * Los personajes nuevos no están disponibles en el modo historia.

## Historia
En esta ocasión, nuestros amigos viajan a Dream Depot, la tierra de los sueños, pero Bowser se enfada puesto que se olvidan de invitarle. Como venganza, decide invadir Dream Depot y crear una pesadilla con la que poder así ver cumplida su venganza. En su visita, Mario y sus amigos viajarán por una tienda de juguetes, pasearán por un arcoíris y viajarán al futuro. También aparecen los Espíritus Estelares, los mismos que aparecieron en Paper Mario de Nintendo 64.

## Tableros
En Mario Party 5 podremos encontrar muchos tableros, una estrella cuesta 20 monedas: 
Zona juguetera: Sueño de juguetes que está lleno de ellos por todos lados, en el que se va subiendo y después bajando, tiene muchas separaciones de caminos, dentro de las trampas del tablero: viajaremos a otras casillas por medio de un tren de juguete, un robot Bowser nos mandará a la partida, unos soldaditos de plomo nos destruirán de unos bloques si tratamos de subir a la parte más alta del tablero y una caja de sorpresas nos cambiará de lugar. La dificultad en llegar a alguna estrella nobla en los soldaditos de plomo.
Paseo por el arcoíris: Sueño de arcoíris lleno de nubes y arcoíris, que se divide en 4 zonas y se conectan a través de senderos coloridos, cuesta 5 monedas usarlos y así pasar de una zona a otra. La primera zona es la de abajo y tiene un gran generador que nos puede dar cápsulas, la segunda zona es a la derecha y contiene una fuente de agua que nos puede mandar a la partida, la tercera zona está arriba y es la principal, trata de una hermosa catedral con luminosas vidrieras, con enredaderas y un cofre puede mandarte a cualquier otra zona, la última es la zona de la izquierda y es una fábrica helada con unos muñecos de nieve que te darán algunas monedas. Además todas las zonas tienen una casilla en la que te subes a un carrusel y puedes cambiarte de zona. La dificultad en llegar a alguna estrella nobla en que debes pagar para cruzar y en que no puedes retroceder de zona.
Safari pirata: Sueño de piratas lleno de acantilados pe, se va bajando y luego subiendo, tiene unas cavernas en donde cae una piedra gigante que mueve de lugar a los jugadores, puedes resbalar por una catarata, un cañón pirata te cambia de ubicación, también hay un topo Monty que te dará algunas monedas. Lo más importante es que está Roco para impedirte un camino y cobrarte 10 monedas para pasar y Roca Picuda te cobrará 10 monedas para subirte y darte un atajo hasta la cima. La dificultad en llegar a alguna estrella nobla en la piedra gigante y en Roco.
Paseo subacuático: Arrecife lleno de corales, peces y delfines que tiene dos grandes zonas (derecha e izquierda) en donde es muy fácil moverse, tiene muchas separaciones de camino y casi no hay trampas que te compliquen el recorrido. Existen dos rayas que te darán algunas monedas y te moverán de zona, delfines que te cambian de ubicación y un pez que te dará cápsulas. La dificultad en llegar a alguna estrella es casi mula y nobla en los delfines que te puedan cambiar de ubicación
Viaje al futuro: Sueño del futuro lleno de cohetes, naves espaciales y teletransportadores, trata de 3 grandes plataformas aisladas entre sí, comunicadas por teletransportadores, partes en la plataforma central y puedes acceder a las zonas laterales, hay unos cohetes en esta plataforma que te cambian de lugar, las zonas laterales se intercomunican solo por naves espaciales, también hay una máquina que te da cápsulas y un cohete estático que te dará monedas. La dificultad en llegar a alguna estrella nobla en los cohetes centrales y en que las zonas laterales no se intercomunican directamente.
Dulce sueño: Sueño dulce lleno de pasteles, caramelos y jengibre, tiene de atractivo unos puentes de galletas que si los cruzas desaparecen y se forma otro que te lleva a otra parte del tablero. ¡No puedes controlar hacia donde te diriges! Además, hay unos pasteles que si te paras en ellos, llega un cuchillo, lo corta y lo lleva hacia otra parte del tablero, hay otro juego para ganar monedas y si caes en la parte más alta del tablero te celebran el cumpleaños y el resto de los jugadores deben darte 1 premio cada uno que lo decide la ruleta. La dificultad en llegar a alguna estrella radica en los puentes de galletas y en los pasteles que se les hará la boca agua
Pesadilla de Bowser (debes pasarte el modo Historia para conseguirlo). Es el Castillo de Bowser lleno de trampas, cadenas y alfombras rojas, en donde se sube y se baja, entre las trampas que existen aquí encontramos unos tubos que te conducen a un círculo casi eterno de casillas rojas, unas puertas que llaman a Bowser y que le quitarán 10 monedas a casi todos los jugadores, junto con volver las casillas de color rojo, otras torres en donde Bowser te pueda quitar estrellas y un cañón en la parte más alta. Además existen varias separaciones de caminos. La dificultad en llegar a alguna estrella radica en llamar a Bowser y que haga de las suyas o entrar al círculo de casillas rojas en el centro.

## Cápsulas
En todos los tableros aparecen máquinas que dan cápsulas a los jugadores, las cápsulas se pueden usar sobre uno mismo o bien, colocarlas en cualquier casilla del juego, menos en las casillas de signo de interrogación (?), y las casillas de Donkey Kong. Lo más recomendable es que las cápsulas se coloquen sobre las casillas, pero si las cápsulas se usan sobre uno mismo, el jugador gastará cierta cantidad de monedas.

### Cápsulas de avance
- Cápsula Champiñón: Hace que golpees dos dados.
- Cápsula Champiñón Dorado: Hace que golpees tres dados.
- Cápsula Champiñón Venenoso: Te limita avanzar solamente 1, 2, 3, 4 o 5 casillas.
- Cápsula Tuberías: Cambias de lugar con otro jugador, pero antes debes seleccionarlo.
- Cápsula Klepto: Aparece un buitre gigante llamado Klepto y te lleva a la casilla en la que está otro jugador, pero antes debes seleccionarlo.
- Cápsula Fuegos: Te permite avanzar 10 casillas, pero al mismo tiempo, te irás quemando y perderás monedas.
- Cápsula Floruga: Una oruga llamada Floruga aparecerá y te llevará hacia donde está la estrella.

### Cápsulas de Monedas
- Cápsula Hermano Martillo: Un Hermano Martillo aparece y te roba 10 monedas.
- Cápsula Bloque de Monedas: Aparece un bloque y te da 10 monedas.
- Cápsula Caparazón de Pinchos: Un caparazón con pinchos aparece y roba 10 monedas a los oponentes seleccionados o al equipo contrario.
- Cápsula Paratroopa: Paratroopa aparece y roba cierta cantidad de monedas a los otros oponentes o al equipo contrario.
- Cápsula Bill Bala: Te montas sobre un Bill Bala y mientras avanzas casillas, robarás 30 monedas al rival con el que te cruces por el camino.
- Cápsula Goomba: Un Goomba aparece y tendrás que intercambiar monedas con el oponente que hayas seleccionado.
- Cápsula Planta Piraña: Aparece una Planta Piraña y te roba la mitad de las monedas que tienes.
- Cápsula Bob-omba: Cuando tú o alguno de tus rivales paséis o caigáis en la casilla donde se colocó esta cápsula, se irá retrocediendo un número del contador, empezando por 5. Cuando llegue a cero, un Bob-omb aparecerá y perderéis 20 monedas.
- Cápsula Banco Koopa: Cuando pases por la casilla donde se colocó esta cápsula, deberás depositar 5 monedas en el banco, pero si caes sobre esa casilla, obtendrás todas las monedas guardadas en el banco hasta ese momento.

### Cápsulas de Robo de Cápsulas
- Cápsula Kamek: Kamek aparece para intercambiar las cápsulas de todos los jugadores.
- Cápsula Frido: Un muñeco de nieve llamado Frido aparece y cuando cae sobre ti, pierdes todas tus cápsulas.
- Cápsula Magikoopa: Un Magikoopa aparece para intercambiar cápsulas con el oponente que se haya seleccionado.
- Cápsula Troncui: Un mono llamado Troncui aparece, toma todas las cápsulas de un oponente y las coloca sobre otras casillas del tablero.
- Cápsula Lakitu: Lakitu aparece y roba una cápsula al rival que se haya seleccionado, aunque no se puede elegir cuál robar.

### Cápsulas Especiales
- Cápsula Tornado: Aparece un enorme tornado y coloca la estrella en otro lugar del tablero.
- Cápsula Duelo: Dos jugadores compiten en un Minijuego de Duelo, pero antes se debe apostar cierta cantidad de monedas. El jugador que gane el minijuego, obtendrá el doble de las monedas apostadas. Incluso también se pueden apostar estrellas.
- Cápsula Chomp Cadenas: Un Chomp Cadenas aparece y roba monedas o estrellas al oponente que se haya seleccionado.
- Cápsula Hueso: Esta cápsula que te protege del ataque de un Chomp Cadenas. Esta cápsula no debe usarse sobre uno mismo.
- Cápsula Bowser: Cuando obtienes ésta cápsula, Bowser aparece y la coloca sobre una casilla roja.
- Cápsula Chance: Esta cápsula te lleva a un Minijuego de Chance, donde deberás darle cierta cantidad de monedas o estrellas a otro jugador.
- Cápsula Milagro: Si tienes una o dos de estas cápsulas, no pasará nada, pero si tienes 3 de éstas cápsulas, le quitarás todas las estrellas al jugador que encabeza la partida.